# Erik Hansen
Erik Hansen, född 27 maj 1889 i Hamburg, död 18 mars 1967 i Hamburg. Tysk militär. Hansen befordrades till generalmajor i augusti 1937 och till general i kavalleriet i oktober 1940. Han erhöll Riddarkorset av järnkorset i september 1941.
Hansen var befälhavare för 4. infanteridivisionen november 1938 – augusti 1940, då denna division ombildades till 14. Panzer-Division. Hansen utsågs i oktober 1940 till befälhavare för den tyska krigsmaktsinsatsen i Rumänien. Då operation Barbarossa sattes igång 22 juni 1941 deltog Hansen i anfallet från Rumänien in i Sovjetunionen som chef för LIV. armékåren. En post han höll till januari 1943 då han åter blev befälhavare för den tyska armésinsatsen i Rumänien. När det tyska försvaret av Rumänien och de viktiga oljefälten i Ploesti kollapsade i augusti 1944 hamnade Hansen i sovjetisk krigsfångenskap. Han frigavs i oktober 1955.